# Neobatrachia
Neobatrachia — підряд земноводних ряду Безхвості. Має 42 родини, 5600 видів. Це найбільший підряд з безхвостих земноводних, становить близько 97% від загальної кількості. Інша назва «вищі жаби».

## Опис
Загальна довжина представників цього підряду сягає 37 см. Ці жаби на тепер є найбільш розвиненими серед безхвостих. Відрізняються від інших підрядів, перш за все, за будовою скелета. Перші 7 тулубних хребців — передньовогнуті (процельні), останні — двояковогнуті (амфіцельні), рідші усі процельні, як й крижовий. Переважно усі види позбавлені зубів на щелепних кістках. Здатні далеко викидати язика, полюючи за здобиччю. Очі переважно із горизонтальними зіницями. Ребра відсутні.

## Спосіб життя
Зустрічаються у різних ландшафтах. Різні види активні вдень та вночі. Низка видів здатні рити нори й тривалий час там переживати або спеку, або холод. Можуть долати далекі відстані, віддалятися від водойм на значні відстані. Живляться безхребетними, рибою, земноводними, плазунами, пташенятами, рибою.
Це яйцекладні та живородні амфібії.

## Розповсюдження
Мешкають практично на усіх континентах, окрім Антарктиди.

## Родини
- Allophrynidae
- Aromobatidae
- Arthroleptidae
- Brachycephalidae
- Brevicipitidae
- Bufonidae
- Calyptocephalellidae
- Centrolenidae
- Ceratobatrachidae
- Ceratophryidae
- Craugastoridae
- Cycloramphidae
- Dendrobatidae
- Dicroglossidae
- Eleutherodactylidae
- Heleophrynidae
- Hemiphractidae
- Hemisotidae
- Hylidae
- Hylodidae
- Hyperoliidae
- Leiuperidae
- Leptodactylidae
- Limnodynastidae
- Mantellidae
- Micrixalidae
- Microhylidae
- Myobatrachidae
- Nasikabatrachidae
- Nyctibatrachidae
- Petropedetidae
- Phrynobatrachidae
- Pseudidae
- Ptychadenidae
- Pyxicephalidae
- Ranidae
- Ranixalidae
- Rhacophoridae
- Rheobatrachidae
- Rhinodermatidae
- Sooglossidae
- Strabomantidae
- Telmatobiidae